# Clarence Park
Il Clarence Park è uno stadio multifunzionale situato in Inghilterra, a St Albans, Hertfordshire.
Ha una capacità di 4600 posti, 900 dei quali a sedere, ed ospita le partite interne del St Albans City F.C.. È usato anche per l'hockey su prato. La struttura è parte del vero e proprio parco, che al suo interno ospita spazi per l'hockey ed il tennis, oltre a spazi ricreativi per adulti e bambini.

## Storia
La nascita di Clarence Park si deve alla generosità di Sir John Blundell Maple Bart, che nell'estate del 1894 donò alla cittadina 24 acri e mezzo di terreno. Qui il St Albans aveva già giocato per la prima volta nel settembre del 1881, dato che prima la squadra era solita esibirsi a rotazione in luoghi diversi della città, tra i quali il terreno di una vecchia scuola. Quello storico incontro terminò 1-1.
Dopo la nascita dell'attuale St Albans City F.C., il club vi disputò con regolarità le partite casalinghe, anche se occasionalmente fu costretto ad abbandonarlo, come durante la prima guerra mondiale, per esigenze logistiche dell'esercito, e negli anni ottanta, per apportare miglioramenti al sistema di drenaggio.
Durante gli Europei del 1996 il terreno fu impiegato da due Nazionali come campo di allenamento.